# باول موران (لاعب كرة قدم)
باول موران (بالإنجليزية: Paul Moran)‏ (16 مايو 1983 بريدوود في الولايات المتحدة - ) هو لاعب كرة قدم أمريكي في مركز الدفاع. لعب مع إمباكت مونتريال وTrois-Rivières Attak ‏ وMinnesota Thunder ‏ وFresno FC U-23 ‏ وRochester Thunder ‏.

## وصلات خارجية
- باول موران على موقع قاعدة بيانات كرة القدم.إي يو (الإنجليزية)